# 伊戈爾·席托夫
伊戈爾·席托夫（1986年10月24日—）是一位白俄羅斯足球運動員，在場上的位置是右後衛。他現在效力於俄羅斯足球超級聯賽球隊摩度維亞薩蘭斯克足球會。